# Azienda sanitaria locale

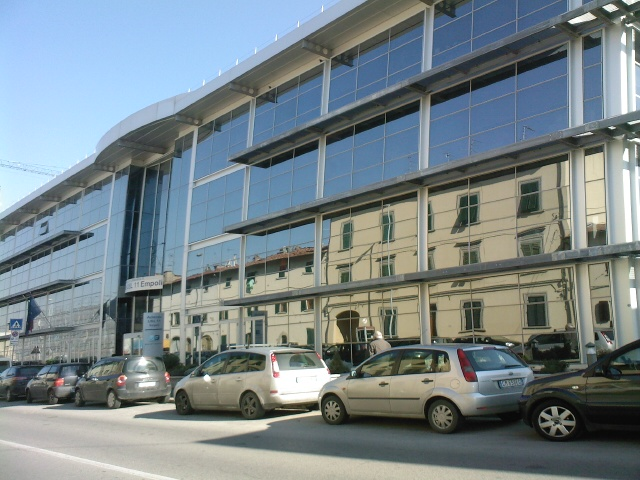
L'ex centro direzionale dell'AUSL 11 di Empoli.

Un'azienda sanitaria locale (abbreviato ASL) o azienda unità sanitaria locale (AUSL) è un ente pubblico della pubblica amministrazione italiana, deputato all'erogazione di servizi sanitari in un determinato territorio, di solito provinciale. In singole regioni assume diverse denominazioni (ASP, ASM, ATS, AST).
Assolve ai compiti del Servizio Sanitario Nazionale e delle altre incombenze previste dalla legge in uno specifico ambito territoriale.

## Storia
I servizi sanitari erano originariamente gestiti dalle casse mutualistiche (risalente all'istituzione dell'INAM nel 1943 e recepito dalla Repubblica Italiana nel 1947) che avevano evidenti disparità di trattamento tra lavoratori e disoccupati o sottoccupati.
Con l'istituzione del Servizio sanitario nazionale attraverso la legge del 23 dicembre 1978 n. 833, i servizi sanitari divenivano totalmente a carico statale, si erogavano in tutto il territorio nazionale in ottemperanza di quanto già predisposto dall'articolo 32 della Costituzione della Repubblica Italiana ed erano di competenza delle "Unità Sanitarie Locali" (U.S.L.) istituite dalla stessa legge del 1978. Successivamente, col d.lgs. 30 dicembre 1992, n. 502, le U.S.L. vennero trasformate in aziende sanitarie locali, dotate di autonomia e svincolate da un'organizzazione centrale a livello nazionale, poiché dipendenti dalle regioni italiane.

## Descrizione
Le ASL fanno parte del servizio sanitario nazionale; sono aziende con personalità giuridica pubblica, dotate di autonomia organizzativa, gestionale, tecnica, amministrativa, patrimoniale e contabile nonché centri di imputazione di autonomia imprenditoriale; infatti secondo l'art. 3 d.lgs 30 dicembre 1992, n. 502:
Secondo il tenore letterale della norma, esse avrebbero natura di enti pubblici economici; tuttavia dall'inizio del 1993, secondo la prevalente giurisprudenza, l'A.S.L. è un organo di competenza delle regioni, che possiede una propria soggettività giuridica con un'autonomia che ha in seguito assunto anche carattere imprenditoriale.

## Organizzazione
Sono organi dell'ASL:
- il direttore generale;
- il collegio di direzione;
- il collegio sindacale.

Ciascuna ASL è organizzata nelle seguenti strutture tecnico-funzionali complesse:
- dipartimenti;
- distretto sanitario (in Campania chiamato distretto sanitario di base, in Toscana zona-distretto);
- distretto ospedaliero;
- presidio ospedaliero.

### Dipartimenti
Secondo l'art. 17-bis, comma 1, del d.lgs. 30 dicembre 1992, n. 502, "l'organizzazione dipartimentale è il modello ordinario di gestione operativa di tutte le attività" delle medesime.
Secondo il comma 2 del medesimo articolo, il direttore di dipartimento, preposto allo stesso, è nominato dal direttore generale dell'azienda sanitaria fra i direttori delle strutture complesse aggregate nel dipartimento e continua a svolgere anche le funzioni di direzione della struttura alla quale è preposto. La preposizione al dipartimento – che può essere ospedaliero, territoriale o di prevenzione – comporta l'attribuzione sia di responsabilità professionali in materia clinico-organizzativa e della prevenzione, sia di responsabilità di tipo gestionale in ordine alla razionale e corretta programmazione e gestione delle risorse assegnate per la realizzazione degli obiettivi attribuiti. A tal fine, il direttore di dipartimento predispone annualmente il piano delle attività e dell'utilizzazione delle risorse disponibili, negoziato con la direzione generale nell'ambito della programmazione aziendale.
Il direttore di dipartimento è membro di diritto del collegio di direzione dell'azienda sanitaria (art. 17, co. 2, d.lgs. 502/1992). È affiancato da un comitato di dipartimento, la disciplina della cui composizione e delle funzioni, compresa la partecipazione all'individuazione del direttore di dipartimento, è demandata alla legge regionale (17-bis, co. 3, d.lgs. 502/1992).

### Servizi
Le ASL sono organizzate in servizi sanitari territoriali, dipartimenti e presidi ospedalieri. Una ASL può comprendere:
- Consultorio familiare
- Dipartimento di prevenzione
  - Servizio vaccinazioni
  - Servizio igiene e sanità pubblica
  - Servizio sicurezza alimentare e veterinaria
  - Servizio di micologia
  - Servizio prevenzione igiene e sicurezza sui luoghi di lavoro
- Servizio di continuità assistenziale (detta anche guardia medica)[6]
- Presidio territoriale di emergenza (PTE)
- Punto di primo intervento (PPI - adulti e pediatrico)
- Servizio per le dipendenze patologiche
- Ambulatori visite ed esami specialistici
- Assistenza domiciliare e in residenze socio sanitarie
- Servizi per la salute mentale
- Servizio per le tossicodipendenze (Sert)
- Servizio veterinario
- Hospice
- Servizi prenotazione prestazioni (CUP)
- Servizio assistenza integrativa e protesica
- Medici di famiglia convenzionati
- Pediatri di libera scelta

### Distretto sanitario
Il distretto sanitario o "distretto socio sanitario" è l'area funzionale nonché territoriale per e nella quale l'ente eroga le cure primarie attraverso i medici e i pediatri di libera scelta e la gestione a livello locale delle domande di prestazioni specialistiche e di diagnostica, nonché delle domande di prestazioni ospedaliere in regime ambulatoriale e di ricovero, con servizio di una utenza di certo numero di abitanti. Il sistema delle cure primarie a livello territoriale comprende i servizi e le prestazioni dell'assistenza primaria e specialistica, consultoriale, domiciliare e semiresidenziale. Il Distretto svolge quindi un ruolo chiave anche per allargare o restringere l'offerta di servizi e per integrare le esigenze dei diversi soggetti che concorrono alla promozione della salute, alla prevenzione delle malattie e delle disabilità, ai servizi sociali e socio-sanitari.
I distretti socio sanitari forniscono:
- medico di famiglia e pediatra
- accesso a esami e prestazioni specialistiche in ambulatori, poliambulatori e ospedali
- emergenza sanitaria: guardia medica e raccordo con 118 e pronto soccorso
- prevenzione: vaccinazioni, informazione e screening
- tutela della salute: ambiente, alimenti, lavoro, veterinaria
- assistenza farmaceutica
- assistenza riabilitativa e protesica
- assistenza domiciliare
- accesso all'assistenza ospedaliera
- accesso all'assistenza residenziale e semi-residenziale
- consultori per l'infanzia, la maternità e la famiglia
- informazione e assistenza amministrativa per l'utilizzo dei vari servizi sanitari e socio sanitari.

Il Decreto Ministeriale DM 77/2022 "Modelli e standard per lo sviluppo dell'assistenza nel territorio", riforma della medicina territoriale, definisce funzioni e standard.
- Standard territoriali: ogni 100 000 abitanti.

All'interno del Distretto è prevista una Centrale Operativa Territoriale COT che sarà a sua volta collegata con la rete della urgenza emergenza 118 e con il NEA Numero Europeo Armonizzato 116117 per cure mediche non urgenti. La COT è un modello organizzativo innovativo per il coordinamento sociosanitario della presa in carico della persona. Per ogni Distretto sono previsti:
- 2 Ospedali di Comunità - ogni 50-100.000 abitanti
- 2 Case della Comunità Hub - ogni 40-50.000 abitanti
- 2 Case della Comunità spoke
- il 10% della popolazione oltre i 65 anni dovrà essere assistito a domicilio oppure in RSA. Previsto anche un Hospice con almeno 10 posti letto.

Previsto il raccordo tra servizi e professionisti nei diversi scenari assistenziali
- servizi territoriali
- servizi ospedalieri
- rete urgenza emergenza.

Dal 2007 l'INPS dedica ai soli dipendenti o pensionati pubblici non autosufficienti il servizio Homecare, programma avanzato di assistenza domiciliare integrata e caso unico nel panorama italiano, in cui la gestione della non autosufficienza è del tutto affidata alle famiglie.

### Presidio ospedaliero
Il presidio ospedaliero è un ospedale non costituito in azienda ospedaliera, in quanto privo dei requisiti di legge. Pertanto gode di un'autonomia minore, ma è comunque autonomo a livello direttivo (presenza di un dirigente medico responsabile delle funzioni igienico-organizzative), amministrativo (presenza di un dirigente amministrativo responsabile della gestione amministrativa) e gestionale (contabilità separata, seppur interna al bilancio dell'azienda sanitaria locale di riferimento). Il direttore sanitario del presidio ospedaliero dipende dal direttore generale dell'ASL.

## Il personale
Per essere assunti è necessario superare un concorso pubblico bandito dalla regione italiana di competenza e pubblicato sul "portale del reclutamento". Lo stato giuridico del personale è disciplinato, oltre che dalle normative nazionali, specificatamente dal D.P.R. 20 dicembre 1979, n. 761; secondo tale norma è anche prevista l'assunzione per chiamata diretta, ma solo in particolari casi e per mansioni che richiedano una formazione elementare.
Esso è distinto in ruoli nominativi e divisi in comparto e dirigenza, gestiti dalla regione di pertinenza, e suddiviso in:
- ruolo sanitario;
- ruolo professionale;
- ruolo tecnico;
- ruolo amministrativo.

Il personale in servizio presso i dipartimenti di prevenzione delle ASL: medici dirigenti, medici veterinari dirigenti, infermieri, assistenti sanitari e tecnici della prevenzione nell'ambiente e nei luoghi di lavoro; svolgono attività di polizia amministrativa oltre ad esplicare, nei ruoli di ufficiale di polizia giudiziaria, nell'ambito dei loro compiti, funzioni di ispezione e vigilanza in ambito di polizia giudiziaria ed altresì possono essere delegati dalle autorità competenti in ambito penale.
Secondo la sentenza del Consiglio di Stato - Sez. V - n. 1487/2002 le norme sullo stato giuridico dei dipendenti ospedalieri ssi applicano solo al personale sanitario di ruolo, con esclusione quindi per i semplici assistenti a contratto, dalla possibilità di invocare il regime dell'aspettativa per motivi di salute.

## Denominazioni regionali
Ciascuna regione sceglie per queste aziende una propria denominazione.
In Abruzzo, Basilicata, Campania, Lazio, Liguria, Piemonte e Puglia sono denominate Azienda Sanitaria Locale (ASL).
Hanno invece denominazioni diverse nelle seguenti altre regioni e provincie autonome:
- Alto Adige: Azienda Sanitaria dell'Alto Adige (ASDAA) o Südtiroler Sanitätsbetrieb (SABES) (in tedesco)
- Calabria: Azienda Sanitaria Provinciale (ASP)
- Emilia-Romagna: Azienda Unità Sanitaria Locale (AUSL)
- Friuli-Venezia Giulia: Azienda Sanitaria Universitaria (ASU) e Azienda Sanitaria (AS)
- Lombardia: Agenzia di Tutela della Salute (ATS)
- Marche: Azienda Sanitaria Territoriale (AST)
- Molise: Azienda Sanitaria Regionale del Molise (ASReM)
- Sardegna: Azienda regionale della salute (ARES)
- Sicilia: Azienda Sanitaria Provinciale (ASP)
- Toscana: Azienda Unità Sanitaria Locale (AUSL) - AUSL Toscana sud est (Tse); AUSL Toscana centro (Tc); AUSL Toscana nord ovest (Tno)
- Trentino: Azienda Provinciale per i Servizi Sanitari (APSS)
- Umbria: Azienda Unità Sanitaria Locale (USL)
- Valle d'Aosta: Azienda Unità Sanitaria Locale (AUSL) o Unité sanitaire locale (USL) (in francese)
- Veneto: Azienda - Unità Locale Socio Sanitaria  (AULSS)

## Distribuzione sul territorio
Attualmente nel territorio italiano sono presenti:
| Regione               | Codice Regione | Denominazione Azienda | Codice Azienda | Assetto dal | Popolazione (ab.) | Sede                                                            | Sito web |
| --------------------- | -------------- | --- | -------------- | ----------- | ----------------- | --------------------------------------------------------------- | --- |
| Piemonte              | 010            | Azienda Sanitaria Locale Città di Torino                                                                                   | 301            | 2017        | 888 103           | via San Secondo 29, 10128 Torino (TO)                           | http://www.aslcittaditorino.it |
| Piemonte              | 010            | Azienda Sanitaria Locale Torino 3                                                                                          | 203            | 2017        | 585 367           | via Martiri XXX Aprile 30, 10093 Collegno (TO)                  | http://www.aslto3.piemonte.it/ |
| Piemonte              | 010            | Azienda Sanitaria Locale Torino 4                                                                                          | 204            | 2017        | 516 458           | via Po 11, 10034 Chivasso (TO)                                  | http://www.aslto4.piemonte.it |
| Piemonte              | 010            | Azienda Sanitaria Locale Torino 5                                                                                          | 205            | 2017        | 310 307           | via San Domenico 21, 10023 Chieri (TO)                          | http://www.aslto5.piemonte.it |
| Piemonte              | 010            | Azienda Sanitaria Locale Vercelli                                                                                          | 206            | 2017        | 174 437           | C.so Mario Abbiate 21, 13100 Vercelli (VC)                      | http://www.aslvc.piemonte.it |
| Piemonte              | 010            | Azienda Sanitaria Locale Biella                                                                                            | 207            | 2017        | 178 987           | via dei Ponderanesi 2, 13875 Ponderano (BI)                     | https://aslbi.piemonte.it |
| Piemonte              | 010            | Azienda Sanitaria Locale Novara                                                                                            | 208            | 2017        | 370 047           | Viale Roma, 7, 28100 Novara (NO)                                | http://www.asl13.novara.it |
| Piemonte              | 010            | Azienda Sanitaria Locale Verbano-Cusio-Ossola                                                                              | 209            | 2017        | 159 785           | via Mazzini 117, 28887 Omegna (VB)                              | http://www.aslvco.it |
| Piemonte              | 010            | Azienda Sanitaria Locale Cuneo 1                                                                                           | 210            | 2017        | 429 467           | via Carlo Boggio 12, 12100 Cuneo (CN)                           | http://www.aslcn1.it |
| Piemonte              | 010            | Azienda Sanitaria Locale Cuneo 2                                                                                           | 211            | 2017        | 171 865           | via Vida 10, 12051 Alba (CN)                                    | http://www.aslcn2.it |
| Piemonte              | 010            | Azienda Sanitaria Locale Asti                                                                                              | 212            | 2017        | 216 963           | via Conte Verde 125, 14100 Asti (AT)                            | http://portale.asl.at.it |
| Piemonte              | 010            | Azienda Sanitaria Locale Alessandria                                                                                       | 213            | 2017        | 427 710           | via Venezia 6, 15121 Alessandria (AL)                           | http://www.aslal.it |
| Valle d'Aosta         | 020            | Azienda Unità Sanitaria Locale della Valle d'Aosta                                                                         | 101            | 1994        | 126 899           | via Guido Rey 1, 11100 Aosta (AO)                               | http://www.ausl.vda.it |
| Lombardia             | 030            | Agenzia di Tutela della Salute della Città Metropolitana di Milano (ex ASL di Milano 1, Milano 2 e Lodi)                   | 321            | 2016        | 3 442 042         | corso Italia 19, 20122 Milano (MI)                              | https://www.ats-milano.it |
| Lombardia             | 030            | Agenzia di Tutela della Salute dell'Insubria (ex ASL di Varese e di Como)                                                  | 322            | 2016        | 1 489 421         | via O. Rossi 9, 21100 Varese (VA)                               | http://www.ats-insubria.it |
| Lombardia             | 030            | Agenzia di Tutela della Salute della Montagna (ex ASL di Sondrio e della Vallecamonica-Sebino)                             | 323            | 2016        | 338 291           | via N. Sauro 38, 23100 Sondrio (SO)                             | http://www.ats-montagna.it |
| Lombardia             | 030            | Agenzia di Tutela della Salute della Brianza (ex ASL di Milano 3, di Monza e della Brianza e di Lecco)                     | 324            | 2016        | 1 206 141         | viale Elvezia 2, 20900 Monza (MB)                               | https://www.ats-brianza.it |
| Lombardia             | 030            | Agenzia di Tutela della Salute di Bergamo (ex ASL di Bergamo)                                                              | 325            | 2016        | 1 108 336         | via Galliciolli 4, 24121 Bergamo (BG)                           | ats-bg.it, https://web.archive.org/web/20220302123311/http://www2.ats-bg.it/ (archiviato dall'url originale il 2 marzo 2022).                                            |
| Lombardia             | 030            | Agenzia di Tutela della Salute di Brescia (ex ASL di Brescia)                                                              | 326            | 2016        | 1 105 923         | viale Duca degli Abruzzi 15, 25122 Brescia (BS)                 | http://www.ats-brescia.it |
| Lombardia             | 030            | Agenzia di Tutela della Salute della Val Padana (ex ASL di Cremona e di Mantova)                                           | 327            | 2016        | 772 696           | via dei Toscani 1, 46100 Mantova (MN)                           | http://www.ats-valpadana.it |
| Lombardia             | 030            | Agenzia di Tutela della Salute di Pavia (ex ASL di Pavia)                                                                  | 328            | 2016        | 547 400           | viale Indipendenza 1, 27100 Pavia (PV)                          | http://www.ats-pavia.it |
| Alto Adige            | 041            | Azienda Sanitaria dell'Alto Adige (ex ASP di Merano, Bolzano, Bressanone e Brunico)                                        | 201            | 2007        | 522 259           | via Cassa di Risparmio 4, 39100 Bolzano (BZ)                    | http://www.asdaa.it/ |
| Trentino              | 042            | Azienda Provinciale per i Servizi Sanitari di Trento                                                                       | 101            | 1994        | 537 767           | via de Gasperi 79, 38100 Trento (TN)                            | http://www.apss.tn.it |
| Veneto                | 050            | Azienda Unità Locale Socio Sanitaria 1 - Dolomiti (ex ULSS 1 - Belluno e 2 - Feltre)                                       | 201            | 2017        | 206 219           | via Feltre 57, 32100 Belluno (BL)                               | http://www.aulss1.veneto.it |
| Veneto                | 050            | Azienda Unità Locale Socio Sanitaria 2 - Marca Trevigiana (ex ULSS 7 - Pieve di Soligo, 8 - Asolo e 9 - Treviso)           | 202            | 2017        | 884 740           | Borgo Cavalli 42, 31100 Treviso (TV)                            | http://www.aulss2.veneto.it |
| Veneto                | 050            | Azienda Unità Locale Socio Sanitaria 3 - Serenissima (ex ULSS 12 - Venezia, 13 - Mirano e 14 - Chioggia)                   | 203            | 2017        | 636 283           | via Don Federico Tosatto 147, 30174 Venezia (VE)                | http://www.aulss3.veneto.it |
| Veneto                | 050            | Azienda Unità Locale Socio Sanitaria 4 - Veneto Orientale (ex ULSS 10 - S. Donà di Piave)                                  | 204            | 2017        | 217 831           | piazza de Gasperi 5, 30027, San Donà di Piave (VE)              | http://www.aulss4.veneto.it |
| Veneto                | 050            | Azienda Unità Locale Socio Sanitaria 5 - Polesana (ex ULSS 18 - Rovigo e 19 - Adria)                                       | 205            | 2017        | 239 676           | viale Tre Martiri 89, 45100 Rovigo (RO)                         | http://www.aulss5.veneto.it |
| Veneto                | 050            | Azienda Unità Locale Socio Sanitaria 6 - Euganea (ex ULSS 15 - Cittadella, 16 - Padova e 17 - Monselice)                   | 206            | 2017        | 936 823           | via E. degli Scrovegni 14, 35131 Padova (PD)                    | http://www.aulss6.veneto.it |
| Veneto                | 050            | Azienda Unità Locale Socio Sanitaria 7 - Pedemontana (ex ULSS 3 - Bassano del Grappa e 4 - Alto Vicentino)                 | 207            | 2017        | 370 846           | via dei Lotti 40, 35061 Bassano del Grappa (VI)                 | http://www.aulss7.veneto.it |
| Veneto                | 050            | Azienda Unità Locale Socio Sanitaria 8 - Berica (ex ULSS 5 - Ovest Vicentino e 6 - Vicenza)                                | 208            | 2017        | 494 815           | viale Rodolfi 37, 36100 Vicenza (VI)                            | http://www.aulss8.veneto.it |
| Veneto                | 050            | Azienda Unità Locale Socio Sanitaria 9 - Scaligera (ex ULSS 20 - Verona, 21 - Legnago e 22 - Bussolengo)                   | 209            | 2017        | 921 564           | via Valverde 42, 37122 Verona (VR)                              | http://www.aulss9.veneto.it |
| Friuli-Venezia Giulia | 060            | Azienda sanitaria Friuli Occidentale (AS FO)                                                                               | 205            | 2020        | 293 709           | Via della Vecchia Ceramica 1, 33170 Pordenone (PN)              | https://asfo.sanita.fvg.it. |
| Friuli-Venezia Giulia | 060            | Azienda sanitaria universitaria Friuli Centrale (ASU FC)                                                                   | 206            | 2020        | 417 909           | Via Pozzuolo 330, 33100 Udine (UD)                              | https://asufc.sanita.fvg.it. |
| Friuli-Venezia Giulia | 060            | Azienda sanitaria universitaria Giuliano Isontina (ASU GI)                                                                 | 207            | 2020        | 490 795           | Via Costantino Costantinides 2, 34128 Trieste (TS)              | https://asugi.sanita.fvg.it. |
| Liguria               | 070            | Azienda Sociosanitaria Ligure 1 (ASL1)                                                                                     | 101            | 1994        | 214 934           | via Aurelia Ponente 97, 18038 Sanremo (IM)                      | http://www.asl1.liguria.it |
| Liguria               | 070            | Azienda Sociosanitaria Ligure 2 (ASL2)                                                                                     | 102            | 1994        | 279 856           | via Manzoni 14, 17100 Savona (SV)                               | http://www.asl2.liguria.it |
| Liguria               | 070            | Azienda Sociosanitaria Ligure 3 (ASL3)                                                                                     | 103            | 1994        | 723 182           | via Bertani 4, 16125 Genova (GE)                                | http://www.asl3.liguria.it |
| Liguria               | 070            | Azienda Sociosanitaria Ligure 4 (ASL4)                                                                                     | 104            | 1994        | 148 106           | via G. B. Ghio 9, 16043 Chiavari (GE)                           | http://www.asl4.liguria.it |
| Liguria               | 070            | Azienda Sociosanitaria Ligure 5 (ASL5)                                                                                     | 105            | 1994        | 220 638           | via XXIV Maggio 139, 19124 La Spezia (SP)                       | asl5.liguria.it, https://web.archive.org/web/20170113171615/http://www.asl5.liguria.it/ (archiviato dall'url originale il 13 gennaio 2017).                              |
| Emilia-Romagna        | 080            | Azienda Unità Sanitaria Locale di Piacenza                                                                                 | 101            | 2014        | 286 589           | via Antonio Anguissola 15, 29121 Piacenza (PC)                  | http://www.ausl.pc.it |
| Emilia-Romagna        | 080            | Azienda Unità Sanitaria Locale di Parma                                                                                    | 102            | 2014        | 448 586           | strada del Quartiere 2/A, 43123 Parma (PR)                      | http://www.ausl.pr.it |
| Emilia-Romagna        | 080            | Azienda Unità Sanitaria Locale di Reggio Emilia                                                                            | 103            | 2014        | 532 082           | via Amendola 2, 42122 Reggio Emilia (RE)                        | http://www.ausl.re.it |
| Emilia-Romagna        | 080            | Azienda Unità Sanitaria Locale di Modena                                                                                   | 104            | 2014        | 701 252           | via S. Giovanni del Cantone 23, 41100 Modena (MO)               | http://www.ausl.mo.it |
| Emilia-Romagna        | 080            | Azienda Unità Sanitaria Locale di Bologna                                                                                  | 105            | 2014        | 876 226           | via Castiglione 29, 40124 Bologna (BO)                          | http://www.ausl.bologna.it |
| Emilia-Romagna        | 080            | Azienda Unità Sanitaria Locale di Imola                                                                                    | 106            | 2014        | 131 000           | viale Amendola 2, 40026 Imola (BO)                              | http://www.ausl.imola.bo.it |
| Emilia-Romagna        | 080            | Azienda Unità Sanitaria Locale di Ferrara                                                                                  | 109            | 2014        | 349 661           | via A. Cassoli 30, 44121 Ferrara (FE)                           | http://www.ausl.fe.it |
| Emilia-Romagna        | 080            | Azienda Unità Sanitaria Locale della Romagna (sostituisce le Aziende USL di Cesena, Forlì, Ravenna e Rimini)               | 114            | 2014        | 1 121 569         | via de Gasperi 8, 48100 Ravenna (RA)                            | auslromagna.it, https://web.archive.org/web/20170116164932/https://www.auslromagna.it/ (archiviato dall'url originale il 16 gennaio 2017).                               |
| Toscana               | 090            | Azienda Unità Sanitaria Locale Toscana Centro (ex AUSL 3 Pistoia, 4 Prato, 10 Firenze, 11 Empoli)                          | 201            | 2016        | 1 346 540         | piazza Santa Maria Nuova 1, 50122 Firenze (FI)                  | https://www.uslcentro.toscana.it |
| Toscana               | 090            | Azienda Unità Sanitaria Locale Toscana Nord-ovest (ex AUSL 1 Massa-Carrara, 2 Lucca, 5 Pisa, 6 Livorno, 12 Viareggio)      | 202            | 2016        | 1 553 878         | via Cocchi 7/9, 56124 Pisa (PI)                                 | http://www.uslnordovest.toscana.it |
| Toscana               | 090            | Azienda Unità Sanitaria Locale Toscana Sud-est (ex AUSL 7 Siena, 8 Arezzo, 9 Grosseto)                                     | 203            | 2016        | 836 761           | via Curtatone 54, 52100 Arezzo (AR)                             | http://www.uslsudest.toscana.it |
| Umbria                | 100            | Azienda Unità Sanitaria Locale Umbria n.1                                                                                  | 201            | 2013        | 660 466           | via G. Guerra 21/17, 06127 Perugia (PG)                         | uslumbria1.gov.it, https://web.archive.org/web/20180419183720/http://www.uslumbria1.gov.it/ (archiviato dall'url originale il 19 aprile 2018).                           |
| Umbria                | 100            | Azienda Unità Sanitaria Locale Umbria n.2                                                                                  | 202            | 2013        | 228 535           | viale Bramante 37, 05100 Terni (TR)                             | http://www.uslumbria2.it/ |
| Marche                | 110            | Azienda Sanitaria Territoriale 1 di Pesaro Urbino (AST1)                                                                   | 301            | 2023        | 348 859           | piazzale Cinelli 4, 31121 Pesaro (PU)                           | http://www.asur.marche.it |
| Marche                | 110            | Azienda Sanitaria Territoriale 2 di Ancona (AST2)                                                                          | 302            | 2023        | 460 063           | viale Cristoforo Colombo 106, 60127 Ancona (AN)                 | http://www.asur.marche.it |
| Marche                | 110            | Azienda Sanitaria Territoriale 3 di Macerata (AST3)                                                                        | 303            | 2023        | 302 923           | via Annibali 31L, 62100 Macerata (MC)                           | http://www.asur.marche.it |
| Marche                | 110            | Azienda Sanitaria Territoriale 4 di Fermo (AST4)                                                                           | 304            | 2023        | 167 177           | via Dante Zeppilli 18, 63900 Fermo (FM)                         | http://www.asur.marche4.it |
| Marche                | 110            | Azienda Sanitaria Territoriale 5 di Ascoli Piceno (AST5)                                                                   | 305            | 2023        | 200 663           | via degli Iris 1, 63100 Ascoli Piceno (AP)                      | http://www.asur.marche.it |
| Lazio                 | 120            | Azienda Sanitaria Locale Viterbo                                                                                           | 109            | 2016        | 319 628           | via Enrico Fermi 15, 01100 Viterbo (VT)                         | asl.vt.it, https://web.archive.org/web/20170113165857/http://www.asl.vt.it/ (archiviato dall'url originale il 13 gennaio 2017).                                          |
| Lazio                 | 120            | Azienda Sanitaria Locale Rieti                                                                                             | 110            | 2016        | 158 004           | viale Matteucci 9, 02100 Rieti (RI)                             | asl.ri.it, https://web.archive.org/web/20200201174622/http://www.asl.ri.it/ (archiviato dall'url originale il 1º febbraio 2020).                                         |
| Lazio                 | 120            | Azienda Sanitaria Locale Latina                                                                                            | 111            | 2016        | 574 119           | viale Pierluigi Nervi Torre 2G snc, 04100 Latina (LT)           | asl.latina.it, https://web.archive.org/web/20210127062607/https://www.asl.latina.it/ (archiviato dall'url originale il 27 gennaio 2021).                                 |
| Lazio                 | 120            | Azienda Sanitaria Locale Frosinone                                                                                         | 112            | 2016        | 493 766           | viale A. Fabi snc, 03100 Frosinone (FR)                         | http://www.asl.fr.it |
| Lazio                 | 120            | Azienda Sanitaria Locale Roma 1 (ex ASL Roma A e Roma E)                                                                   | 201            | 2016        | 1 050 682         | Borgo Santo Spirito 3, 00193 Roma (RM)                          | http://www.asl-rme.it http://www.aslrma.com |
| Lazio                 | 120            | Azienda Sanitaria Locale Roma 2 (ex ASL Roma B e Roma C)                                                                   | 202            | 2016        | 1 290 266         | via Maria Brighenti, 23, 00159 Roma (RM)                        | http://www.aslroma2.it |
| Lazio                 | 120            | Azienda Sanitaria Locale Roma 3 (ex ASL Roma D)                                                                            | 203            | 2016        | 674 000           | via Casal Bernocchi 73, 00125 Roma (RM)                         | http://www.aslromad.it |
| Lazio                 | 120            | Azienda Sanitaria Locale Roma 4 (ex ASL Roma F)                                                                            | 204            | 2016        | 323 595           | via delle Terme di Traiano 39/a, 00053 Civitavecchia (RM)       | aslrmf.it, https://web.archive.org/web/20170113171612/http://www.aslrmf.it/ (archiviato dall'url originale il 13 gennaio 2017).                                          |
| Lazio                 | 120            | Azienda Sanitaria Locale Roma 5 (ex ASL Roma G)                                                                            | 205            | 2016        | 497 670           | via Tiburtina 22/A, 00019 Tivoli (RM)                           | http://www.aslroma5.info |
| Lazio                 | 120            | Azienda Sanitaria Locale Roma 6 (ex ASL Roma H)                                                                            | 206            | 2016        | 531 177           | Borgo Garibaldi 12, 00041 Albano Laziale (RM)                   | aslroma6.it, https://web.archive.org/web/20200506140112/https://www.aslroma6.it/ (archiviato dall'url originale il 6 maggio 2020).                                       |
| Abruzzo               | 130            | Azienda Sanitaria Locale 1 - Avezzano-Sulmona-L'Aquila (ex AUSL di Avezzano-Sulmona e L'Aquila)                            | 201            | 2010        | 302 263           | via G. Bellisari snc, 67100 L'Aquila (AQ)                       | asl1abruzzo.it, https://web.archive.org/web/20190513003059/http://www.asl1abruzzo.it/ (archiviato dall'url originale il 13 maggio 2019).                                 |
| Abruzzo               | 130            | Azienda Sanitaria Locale 2 - Lanciano-Vasto-Chieti (ex AUSL di Lanciano-Vasto e Chieti)                                    | 202            | 2010        | 389 860           | via Martiri Lancianesi 19, 66100 Chieti (CH)                    | http://www.aslchieti.it |
| Abruzzo               | 130            | Azienda Sanitaria Locale 3 - Pescara                                                                                       | 203            | 2010        | 321 543           | via R. Paolini 47, 65100 Pescara (PE)                           | https://web.archive.org/web/20100504134623/http://www.ausl.pe.it/ |
| Abruzzo               | 130            | Azienda Sanitaria Locale 4 - Teramo                                                                                        | 204            | 2010        | 310 012           | Circ.ne Ragusa 1, 64100 Teramo (TE)                             | http://www.aslteramo.it |
| Molise                | 140            | Azienda Sanitaria Regionale del Molise                                                                                     | 201            | 2006        | 310 850           | viale Ugo Petrella 1, 86100 Campobasso (CB)                     | asrem.gov.it, https://web.archive.org/web/20190513002317/https://www.asrem.gov.it/ (archiviato dall'url originale il 13 maggio 2019).                                    |
| Campania              | 150            | Azienda Sanitaria Locale Avellino (ex ASL AV 1 e AV 2)                                                                     | 201            | 2009        | 424 127           | via degli Imbimbo 10/12, 83100 Avellino (AV)                    | https://www.aslavellino.it/ |
| Campania              | 150            | Azienda Sanitaria Locale Benevento                                                                                         | 202            | 2009        | 280 203           | via Oderisio 1, 82100 Benevento (BN)                            | http://www.aslbenevento1.it |
| Campania              | 150            | Azienda Sanitaria Locale Caserta (ex ASL CE 1 e CE 2)                                                                      | 203            | 2009        | 923 980           | via Unità Italiana 28, 81100 Caserta (CE)                       | https://web.archive.org/web/20160621144229/http://www.aslcaserta.it/ |
| Campania              | 150            | Azienda Sanitaria Locale Napoli 1 Centro                                                                                   | 204            | 2009        | 1 005 792         | via Comunale del Principe 13/a, 80145 Napoli (NA)               | https://www.aslnapoli1centro.it |
| Campania              | 150            | Azienda Sanitaria Locale Napoli 2 Nord (ex ASL NA 2 e NA 3)                                                                | 205            | 2009        | 938 830           | via Corrado Alvaro 8, 80078 Pozzuoli (NA)                       | aslnapoli2nordservizionline.it, https://web.archive.org/web/20180419183428/http://www.aslnapoli2nordservizionline.it/ (archiviato dall'url originale il 19 aprile 2018). |
| Campania              | 150            | Azienda Sanitaria Locale Napoli 3 Sud (ex ASL NA 4 e NA 5)                                                                 | 206            | 2009        | 1 165 157         | corso Alcide de Gasperi, 167 80053 Castellammare di Stabia (NA) | https://www.aslnapoli3sud.it |
| Campania              | 150            | Azienda Sanitaria Locale Salerno (ex ASL SA 1 e SA 2)                                                                      | 207            | 2009        | 1 105 300         | via Nizza 146, 84124 Salerno (SA)                               | http://www.aslsalerno.it |
| Puglia                | 160            | Azienda Sanitaria Locale Brindisi                                                                                          | 106            | 2004        | 397 601           | via Napoli 8, 72100 Brindisi (BR)                               | https://www.sanita.puglia.it/web/asl-brindisi |
| Puglia                | 160            | Azienda Sanitaria Locale Taranto                                                                                           | 112            | 2004        | 584 715           | viale Virgilio 31, 74100 Taranto (TA)                           | https://www.sanita.puglia.it/web/asl-taranto |
| Puglia                | 160            | Azienda Sanitaria Locale Barletta-Andria-Trani                                                                             | 113            | 2004        | 393 042           | via Fornaci 201, 70031 Andria (BT)                              | https://www.sanita.puglia.it/web/asl-barletta-andria-trani |
| Puglia                | 160            | Azienda Sanitaria Locale Bari                                                                                              | 114            | 2004        | 1 261 665         | lungomare Starita 6, 70123 Bari (BA)                            | https://www.sanita.puglia.it/web/asl-bari |
| Puglia                | 160            | Azienda Sanitaria Locale Foggia                                                                                            | 115            | 2004        | 629 729           | piazza Libertà 1, 71100 Foggia (FG)                             | https://www.sanita.puglia.it/web/asl-foggia |
| Puglia                | 160            | Azienda Sanitaria Locale Lecce                                                                                             | 116            | 2004        | 803 098           | via Maglietta 5, 73100 Lecce (LE)                               | https://www.sanita.puglia.it/web/asl-lecce |
| Basilicata            | 170            | Azienda Sanitaria locale Potenza                                                                                           | 201            | 2009        | 371 999           | via Torraca 2, 85100 Potenza (PZ)                               | http://www.aspbasilicata.it |
| Basilicata            | 170            | Azienda Sanitaria locale Matera                                                                                            | 202            | 2009        | 200 067           | via Montescaglioso 20, 75100 Matera (MT)                        | asmbasilicata.gov.it, https://web.archive.org/web/20170518022859/http://www.asmbasilicata.gov.it/ (archiviato dall'url originale il 18 maggio 2017).                     |
| Calabria              | 180            | Azienda Sanitaria Provinciale di Cosenza                                                                                   | 201            | 2012        | 712 609           | viale degli Alimena 8, 87100 Cosenza (CS)                       | http://www.asp.cosenza.it |
| Calabria              | 180            | Azienda Sanitaria Provinciale di Crotone                                                                                   | 202            | 2012        | 174 851           | via Corigliano 1, 88900 Crotone (KR)                            | http://www.asp.crotone.it |
| Calabria              | 180            | Azienda Sanitaria Provinciale di Catanzaro                                                                                 | 203            | 2012        | 362 383           | via Vinicio Cortese 25, 88100 Catanzaro (CZ)                    | asp.cz.it, https://web.archive.org/web/20180420010539/http://www.asp.cz.it/ (archiviato dall'url originale il 20 aprile 2018).                                           |
| Calabria              | 180            | Azienda Sanitaria Provinciale di Vibo Valentia                                                                             | 204            | 2012        | 162 088           | via Dante Alighieri 1, 89900 Vibo Valentia (VV)                 | http://www.aspvv.it |
| Calabria              | 180            | Azienda Sanitaria Provinciale di Reggio Calabria                                                                           | 205            | 2012        | 554 791           | via Sant’Anna II Tronco 18/P, 89128 Reggio Calabria (RC)        | http://www.asp.rc.it |
| Sicilia               | 190            | Azienda Sanitaria Provinciale 1 - Agrigento                                                                                | 201            | 2009        | 443 311           | Viale della Vittoria 321, 92100 Agrigento (AG)                  | http://www.aspag.it |
| Sicilia               | 190            | Azienda Sanitaria Provinciale 2 - Caltanissetta                                                                            | 202            | 2009        | 270 828           | via Cusmano 10, 93100 Caltanissetta (CL)                        | http://www.asp.cl.it |
| Sicilia               | 190            | Azienda Sanitaria Provinciale 3 - Catania                                                                                  | 203            | 2009        | 1 114 500         | via S. Maria la Grande 5, 95124 Catania (CT)                    | aspct.it, https://web.archive.org/web/20161013145949/https://www.aspct.it/ (archiviato dall'url originale il 13 ottobre 2016).                                           |
| Sicilia               | 190            | Azienda Sanitaria Provinciale 4 - Enna                                                                                     | 204            | 2009        | 168 911           | viale Diaz 33, 94100 Enna (EN)                                  | http://www.asp.enna.it |
| Sicilia               | 190            | Azienda Sanitaria Provinciale 5 - Messina                                                                                  | 205            | 2009        | 638 513           | via La Farina 263, 98100 Messina (ME)                           | asp.messina.it, https://web.archive.org/web/20220222125844/https://www.asp.messina.it/ (archiviato dall'url originale il 22 febbraio 2022).                              |
| Sicilia               | 190            | Azienda Sanitaria Provinciale 6 - Palermo                                                                                  | 206            | 2009        | 1 266 931         | via G. Cusmano 24, 90100 Palermo (PA)                           | http://www.asppalermo.org |
| Sicilia               | 190            | Azienda Sanitaria Provinciale 7 - Ragusa                                                                                   | 207            | 2009        | 320 668           | piazza Igea 1, 97100 Ragusa (RG)                                | http://www.asp.rg.it |
| Sicilia               | 190            | Azienda Sanitaria Provinciale 8 - Siracusa                                                                                 | 208            | 2009        | 403 325           | corso Gelone 17, 96100 Siracusa (SR)                            | http://www.asp.sr.it |
| Sicilia               | 190            | Azienda Sanitaria Provinciale 9 - Trapani                                                                                  | 209            | 2009        | 434 837           | via Mazzini 1, 91100 Trapani (TP)                               | http://www.asptrapani.it |
| Sardegna              | 200            | Azienda Socio-Sanitaria Locale n.1 di Sassari (ex USL1 Sassari, USL2 Alghero, USL5 Ozieri)                                 | 301            | 2022        | 342 629           | via Alceo Cattalochino 9, 07100 Sassari (SS)                    | https://www.aslsassari.it/ |
| Sardegna              | 200            | Azienda Socio-Sanitaria Locale n.2 della Gallura (ex USL3 Tempio Pausania, USL4 Olbia)                                     | 302            | 2022        | 160 368           | via Bazzoni Sircana, 2 - 2A 07026 Olbia (SS)                    | https://www.aslgallura.it/ |
| Sardegna              | 200            | Azienda Socio-Sanitaria Locale n.3 di Nuoro (ex USL6 Macomer, USL7 Nuoro, USL8 Siniscola, USL10 Sorgono, USL11 Isili)      | 303            | 2022        | 153 000           | via Demurtas, 1 08100 Nuoro (NU)                                | https://www.aslnuoro.it/ |
| Sardegna              | 200            | Azienda Socio-Sanitaria Locale n.4 dell'Ogliastra (ex USL9 Lanusei)                                                        | 304            | 2022        | 57 275            | via Piscinas, 5 08045 Lanusei (NU)                              | https://www.aslogliastra.it/ |
| Sardegna              | 200            | Azienda Socio-Sanitaria Locale n.5 di Oristano (ex USL12 Ghilarza, USL13 Oristano, USL14 Ales)                             | 305            | 2022        | 122 000           | via Carducci, 35 09170 Oristano (OR)                            | https://www.asloristano.it/ |
| Sardegna              | 200            | Azienda Socio-Sanitaria Locale n.6 del Medio Campidano (ex USL15 Guspini, USL19 Sanluri)                                   | 306            | 2022        | 105 400           | via Ungaretti, 9 09025 Sanluri (OR)                             | https://www.aslmediocampidano.it/ |
| Sardegna              | 200            | Azienda Socio-Sanitaria Locale n.7 del Sulcis (ex USL16 Iglesias, USL17 Carbonia)                                          | 307            | 2022        | 105 400           | via Dalmazia, 83 09013 Carbonia (SU)                            | https://www.aslsulcis.it/ |
| Sardegna              | 200            | Azienda Socio-Sanitaria Locale n.8 di Cagliari (ex USL18 Senorbì, USL20 Cagliari, USL21 Cagliari, USL22 Quartu Sant'Elena) | 308            | 2022        | 560 978           | via P. Della Francesca, 1 09047 Selargius (CA)                  | https://www.aslcagliari.it/ |